# José da Costa e Silva
José da Costa e Silva est un architecte portugais ayant exercé au Brésil, né à Vila de Povos, quartier de Lisbonne le 25 juillet 1747, mort à Rio de Janeiro le 21 mars 1819.

## Biographie

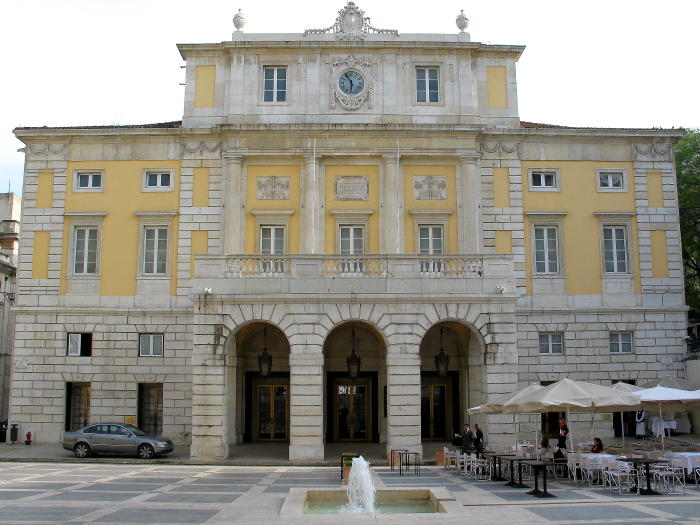
Théâtre national São Carlos de Lisbonne

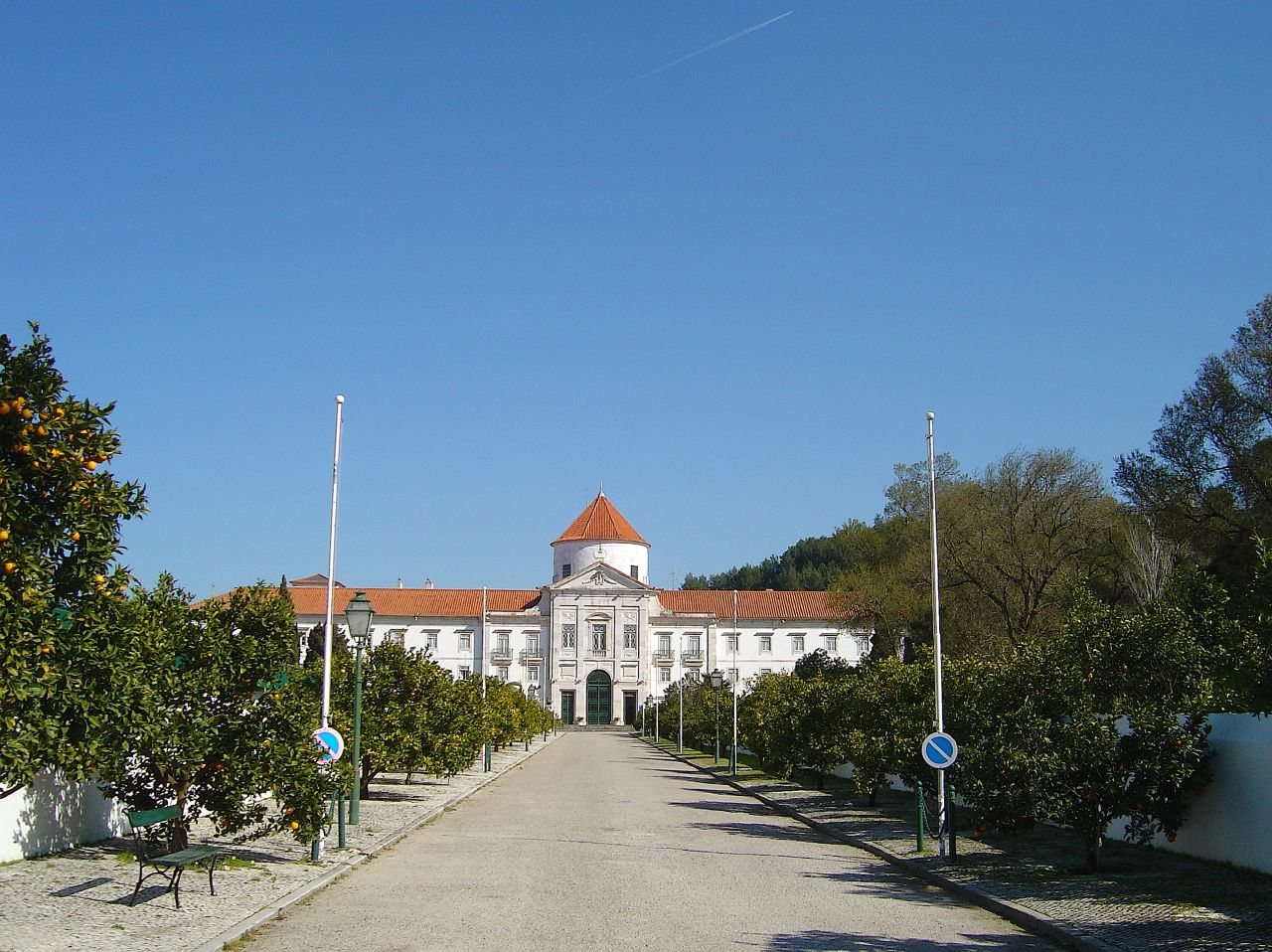
L'asile des invalides militaire de Runa

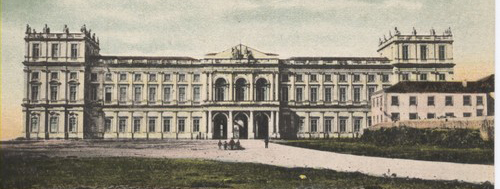
Palais royal d'Ajuda au XIXe

À 22 ans, il est parti à Bologne avec João Ângelo Brunelli à la demande du roi Dom José pour étudier l'architecture civile à l'Accademia Clementina. Il y a été l'élève de Petronio Francelli et Carlos Bianconi pour approfondir sa connaissance de l'architecture, la géométrie, l'arithmétique, la perspective, la mécanique et l'hydrostatique. Il y a remporté plusieurs prix et a été nommé, en 1775, à l'Honneur académique (Académico de Honra).
Il en profite pour voyager et visiter Gênes, Venise, Florence, Rome et Vicence, où il a étudié le travail d'Andrea Palladio, les ruines d'Herculanum et de Pompéi et le Palais royal de Caserte construit par Luigi Vanvitelli.
À la fin de sa présence en Italie, il présenta à l'Accademia di San Luca un plan de château royal qui lui a valu d'être désigné comme membre d'honneur de cette académie.
En 1779, l'université de Coimbra lui propose le poste de professeur (Lente) d'architecture qu'il décline. Il revient à Lisbonne, en 1780, en rapportant avec lui un nouveau style architectural, le néoclassicisme qu'il a appris à l'académie Clémentine et au cours de ses voyages italiens. Il a aussi ramené une collection de dessins et de traités d'architecture.
En 1781, il a été nommé professeur d'architecture civile à l'Académie royale des beaux-arts (Real Academia do Desenho). 
En 1789, il est choisi pour concevoir le bâtiment du Trésor royal, place du Prince royal (praça do Príncipe real), qui sera le premier bâtiment public dans le style néo-classique à Lisbonne. En 1792, il reconstruit le théâtre Sāo Carlos de Lisbonne, qui avait été édifié par Giovanni Carlo Sicinio Galli da Bibiena (Bologne, 1717- Lisbonne, 1760) et détruit par le tremblement de terre de Lisbonne, en 1755. Il a été inspiré par les théâtres italiens de la Scala de Milan et San Carlo de Naples. Pour la décoration, il a travaillé avec l'architecte et scénographe italien Vicenzo Mazzoneschi.
Il a aussi fait les plans d'un asile pour les invalides militaires de Runa à Torres Vedras, à la demande de D. Benedicta Maria Francisca de Bragance (1746-1829), sœur de la reine Marie Ire. Il est construit à partir de 1792 et inauguré en 1827.
À partir de 1802, il a la responsabilité de la construction du palais royal d'Ajuda, avec Francisco Xavier Fabri. Avec Fabri, il s'était opposé au style baroque rococo développé par l'architecte Manuel Caetano de Sousa pour la construction du palais. Après avoir été nommé architecte du palais avec Fabri, il a soutenu le principe de la réutilisation de ce qui avait déjà été construit pour l'intégrer dans les nouveaux plans faits dans le style néo-classique. Il a participé à la conception des plans du palais jusqu'à son départ pour le Brésil, en 1811.
Le 21 janvier 1802, il est nommé par le prince régent architecte général des travaux pulics (Arquiteto Geral das Obras públicas) responsable du chantier royal de Lisbonne.
Regina Anacleto lui attribue, plutôt qu'à Carlos Amarante, la conception du Palais de Brejoeira à Monção, dans le Minho.
La famille royale portugaise avait quitté le Portugal pour le Brésil à la suite de l'invasion du nord du Portugal par les troupes françaises de Napoléon Ier, en 1807.
Le prince régent lui demande de venir au Brésil. Il arrive à Rio de Janeiro le 24 juillet 1811. Le prince régent lui donne le titre de Premier architecte des travaux royaux (Primeiro Arquitecto das Reais Obras) de la Casa das Obras dont font aussi partie l'architecte João da Silva Muniz et le maître général Reinaldo José da Silva.
Il a réalisé au Brésil de petites interventions dans des bâtiments déjà construits, conçus quelques projets, et à aider à la reconstruction de São Salvador da Bahia qui avait été dévastée par des pluies en 1813. Il a dessiné deux sarcophages pour l'infant Dom Pedro Carlos de Bourbon e Bragança (décédé en 1812) et a construit le 6 février 1818 une tribune pour la cérémonie d'acclamations du roi João VI, à Rio de Janeiro, après la mort de la reine Marie Ire, en 1816.
José da Costa e Silva a vendu le 11 septembre 1818 sa collection d'objets d'art, comprenant des camées, des gravures, des peintures, des dessins et des livres a la Bibliothèque de Rio de Janeiro pour la somme de 600 000reis.